# Anton Heinrich Moltke
Anton Heinrich Moltke (24. september 1734 – 21. april 1792) var gehejmeråd.
Han var søn af gehejmeråd Joachim Christoph Moltke, var født 24. september 1734, blev 1752 hofjunker, 1755 kammerjunker og 1763 marskal hos kronprins Christian, 1766 Ridder af Dannebrog og l'union parfaite, samme år overhofmester hos enkedronning Juliane Marie, 1768 gehejmeråd, 1772 provisor for Vallø Stift, 1774 gehejmekonferensråd, 1783 Ridder af Elefanten, død 21. april 1792.
Gift 16. april 1764 med Marie Elisabeth baronesse Rosenkrantz (f. 24. marts 1742, 1793
dekanesse på Vallø, d. 25. november 1798), datter af gehejmeråd Verner baron Rosenkrantz til Villestrup.